# Studzianna (województwo wielkopolskie)
Studzianna (niem. Brunnental) – wieś w Polsce położona w województwie wielkopolskim, w powiecie gostyńskim, w gminie Borek Wielkopolski, na prawym brzegu Obry. Jest to miejscowość zamieszkana przez około 190 osób. Rozciąga się na prawie 3 kilometry. W Studziannie aktywnie działa zespół folklorystyczny o nazwie "Studzianna".
Obszar sołectwa kryje zasoby żwiru o dużej grubości, a wydobycie piasku sięga nawet 8 metrów pod powierzchnią. We wsi jest kaplica upamiętniająca Świętą Jadwigę.
W okresie XIX wieku obszary, które obecnie zajmuje wieś, były nieużytkami. Dopiero po opadnięciu poziomu wód Obry, utworzyły się piaszczyste pastwiska, na których dziedzic Brześnicy osiedlił chłopów w 1842 roku. Do roku 1954 miejscowość Studzianna była częścią powiatu śremskiego. W latach 1975–1998 miejscowość położona była w województwie leszczyńskim.